# Ian Stanley
Ian Stanley és un compositor, músic que toca el piano i productor musical anglès, nascut el 28 de febrer de 1957 a Bath, Anglaterra.
Va ser un membre actiu del grup Tears for Fears des de 1982 a 1989, abans de llançar-se definitivament a la producció.